# Vénus et Mars

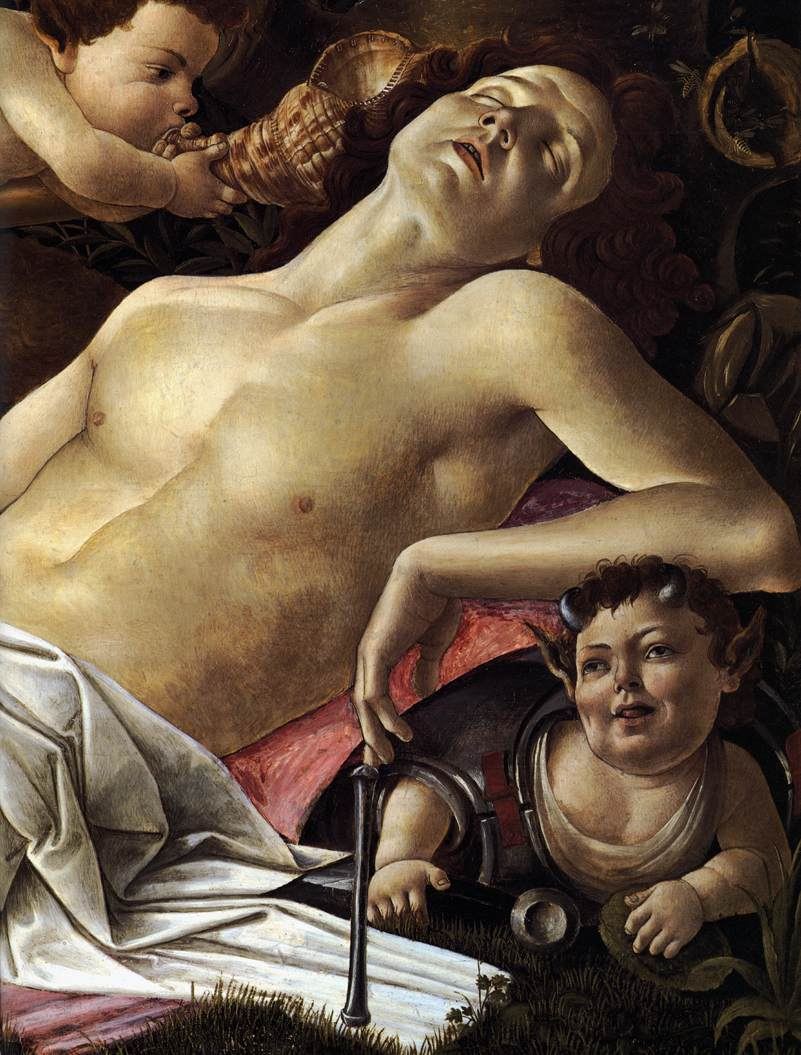
Détail

Vénus et Mars (en italien : Venere e Marte) est une peinture de Sandro Botticelli, réalisée a tempera  sur bois (69 × 173 cm)  vers 1483 environ, et conservée à la National Gallery à Londres.

## Histoire
La provenance de l'œuvre est inconnue. L'œuvre est généralement datée postérieurement au retour du séjour romain de Botticelli (1482), par le côté classicisant que l'auteur a probablement étudié à partir des sarcophages antiques vus à Rome. Le tableau est comparable aux autres peintures de la série mythologique et allégorique comprenant Le Printemps, La Naissance de Vénus et Pallas et le Centaure.
Mars et Vénus sont ici représentés sous les traits de Julien de Médicis et de Simonetta Vespucci qui connurent une relation amoureuse qui s'acheva par la mort prématurée de Simonetta. Ce couple fut à l'époque un modèle pour les Florentins, car Julien et Simonetta étaient tous les deux des modèles de beauté de leur époque.
Par ses dimensions, le tableau est cité comme celui d'un panneau de coffre de mariage (cassone) ou encore celui d'une tête  de lit (spalliera).
La présence de guêpes (vespe » en italien), en haut à droite, suggère un lien avec la famille Vespucci qui  aurait commandé l'œuvre à l'occasion d'un mariage, ou encore le symbole de la « piqûre » de l'amour.

## Description
L'ouvrage montre le dieu de guerre romain Mars et la déesse de l'amour Vénus dans une allégorie associant la beauté et la vaillance. Vénus regarde Mars allongé et assoupi, tandis que trois faunes enfants jouent avec sa lance et un quatrième avec sa cuirasse (sous son bras). Un autre souffle dans une conque à son oreille, mais sans le réveiller.
La scène se déroule dans une forêt, avec, en arrière-plan, la mer où Vénus est née. Un bosquet de myrte, l'arbre de Vénus, forme une toile de fond aux deux dieux, placés l'un en face de l'autre, dans une clairière. Des guêpes, issues d'un nid (à droite), volent autour de la tête de Mars, peut-être comme un rappel que l'amour est souvent accompagné de douleur.
La déesse de l'amour, soigneusement peignée et entièrement vêtue d'un habit blanc finement plissé, porte son regard sur Mars allongé et endormi, représentation de la beauté sculpturale idéale du nu masculin, masqué uniquement d'un fin drapé blanc posé sur ses parties intimes. Le Dieu de la guerre a retiré son armure, il est allongé sur son manteau rouge, alors que de petits faunes jouent avec son attirail de  guerrier, casque, armes et lance.

## Analyse
Mars, Dieu de la guerre, a été l'un des amants de Vénus, la déesse de l'amour. Ici Mars est endormi et non armé, inoffensif, tandis que Vénus est bien éveillée et semble en alerte.
Outre la figuration de « la petite mort » suivant l'orgasme (Mars est maintenant endormi et dépourvu de « sa lance », dont les faunes s'emparent), le sens allégorique de l'œuvre manque d'évidence, comme pour la plupart des œuvres de la Renaissance. Il peut s'agir, selon le principe du néoplatonisme médicéen, de la question du pouvoir de l'amour (Vénus-Humanitas), le plus haut degré d'exaltation humaine, face à la force guerrière destructrice (Mars en est le  dieu).
L'œuvre est l'un des premiers exemples dans la peinture de la Renaissance de représentation de petits faunes, ces êtres hybrides, vivants et  malicieux.
Les guêpes pourraient être une référence au client commanditaire de la peinture. Elles font en effet partie des armoiries de la famille Vespucci, dont le nom évoque l'italien « vespa ». La famille Vespucci était apparentée aux  Médicis, mécènes de Botticelli, par le mariage en 1482 entre Lorenzo di Pierfrancesco de Médicis et Semiramide Vespucci. Ici, le peintre s'est vraisemblablement inspiré de Simonetta Vespucci pour représenter Vénus et de Giuliano de Médicis pour le dieu Mars. Les guêpes peuvent également avoir une signification symbolique, se référant à celui qui, dans les plaisirs de l'amour, peut être « piqué » par la douleur.
La composition comporte diverses particularités stylistiques : d'une part, les figures de Vénus et Mars se trouvent dans une position symétrique, formant avec les trois faunes tenant la lance un triangle inversé. Les personnages principaux sont immobiles, Mars est passif, il dort, tandis que Vénus, vigilante, est éveillée ; la diagonale qui retrace le corps de Vénus, du haut depuis la gauche vers le bas, invite au repos, tandis que la ligne oblique de Mars, montant du bas gauche jusqu'en haut du tableau à droite, peut être lue par contre comme plus active.

## Sources
- (it) Cet article est partiellement ou en totalité issu de l’article de Wikipédia en italien intitulé « Venere e Marte » (voir la liste des auteurs).